# یس اسرائیل
یس اسرائیل (عبری: יס‎) شرکت رسانه‌ای اسرائیلی است، که در سال ۲۰۰۰ تأسیس شد.